# Trường Trung học phổ thông chuyên Quốc Học – Huế
Trường Trung học phổ thông chuyên Quốc Học – Huế (hay còn gọi là Trường Quốc Học hoặc Quốc Học Huế) là một ngôi trường nổi tiếng ở thành phố Huế, Việt Nam. Thành lập vào ngày 23 tháng 10 năm 1896, Quốc Học là ngôi trường trung học phổ thông lâu đời thứ ba tại Việt Nam sau Collège Chasseloup-Laubat (thành lập năm 1874; tức Trường THPT Lê Quý Đôn, thành phố Hồ Chí Minh) và Collège de Mỹ Tho (thành lập năm 1879; tức Trường Nguyễn Đình Chiểu thành phố Mỹ Tho, tỉnh Tiền Giang).
Trường Quốc Học nổi tiếng bởi kết quả học tập xuất sắc của học sinh, trình độ của giáo viên. Hiện nay, trường được chính phủ Việt Nam chọn để xây dựng thành một trong ba trường phổ thông trung học chất lượng cao của Việt Nam. Trường Quốc Học còn nổi tiếng bởi những lãnh đạo chính trị của Việt Nam đã từng theo học tại đây.

## Lịch sử
Trường Quốc Học Huế thành lập theo chỉ dụ của vua Thành Thái giao cho ông Ngô Đình Khả làm trưởng giáo và được Toàn quyền Đông Dương ký quyết định ngày 18 tháng 11 năm 1896. Trường đã đổi tên qua nhiều thời kỳ: École Primaire Supérieure (tức Trường Cao đẳng Tiểu học) nhưng thường gọi là Quốc Học (1896–1936), Trường Trung học Khải Định (1936–1954), Trường Trung học Ngô Đình Diệm (1955–1956), và được trở về với tên gốc vào năm 1956 cho đến nay. Tên lúc mới thành lập là "Pháp tự Quốc học Trường môn", đến nay vẫn còn bảng ghi tên đó được lưu tại nhà lưu niệm của trường. Quốc Học là trường Trung học đệ Nhất cấp đầu tiên ở Huế. Ngay từ lúc sáng lập, giáo trình được dạy bằng tiếng Việt cùng với tiếng Pháp. Quốc Học được xây dựng trên nền của Dinh Thủy sư (nơi huấn luyện binh lính đường thủy của quân đội triều Nguyễn), ban đầu trường được xây dựng theo kiểu cũ, nhà tranh vách đất, tổng cộng có ba tòa nhà. Địa điểm của trường nằm xoay ra đường Jules Ferry (sau năm 1955 là đường Lê Lợi). Công trình kiến trúc được xây dựng theo kiểu Pháp vào đầu thế kỷ XX.

### Tên gọi
- Pháp tự Quốc học Đường (1896–1915): Lúc mới lập, trường có tên là Pháp tự Quốc học Đường với mục đích giảng dạy tiếng Pháp, chữ Quốc ngữ và chữ Nho ở bậc tiểu học. Trưởng giáo đầu tiên tức hiệu trưởng là Ngô Đình Khả; phụ tá trưởng giáo là Nguyễn Văn Mại.
- Collège Quốc học (1915–1936): Khi chuyển thành trường trung học với bốn lớp đệ thất (lớp 6), đệ lục (lớp 7), đệ ngũ (lớp 8), và đệ tứ (lớp 9) thì trường cũng đổi tên thành Collège Quốc học.[3] Cũng vào thời điểm đó những tòa nhà dùng làm trường sở được xây cất lại bằng gạch ngói.[4]
- Lycée Khải Định (1936–1955): Năm 1936, trường mở rộng và thêm các lớp đệ Tam (lớp 10), đệ Nhị (lớp 11), và đệ Nhất (lớp 12) dưới tên Lycée Khải Định.[3]
- Trường Trung học Ngô Đình Diệm (1955–1956): Sang thời Đệ Nhất Cộng hòa Việt Nam, trường mang tên tổng thống Ngô Đình Diệm nhưng chỉ được một năm thì đổi lại tên cũ là Quốc Học nhân kỷ niệm 60 năm thành lập trường.

## Những nhân vật liên quan

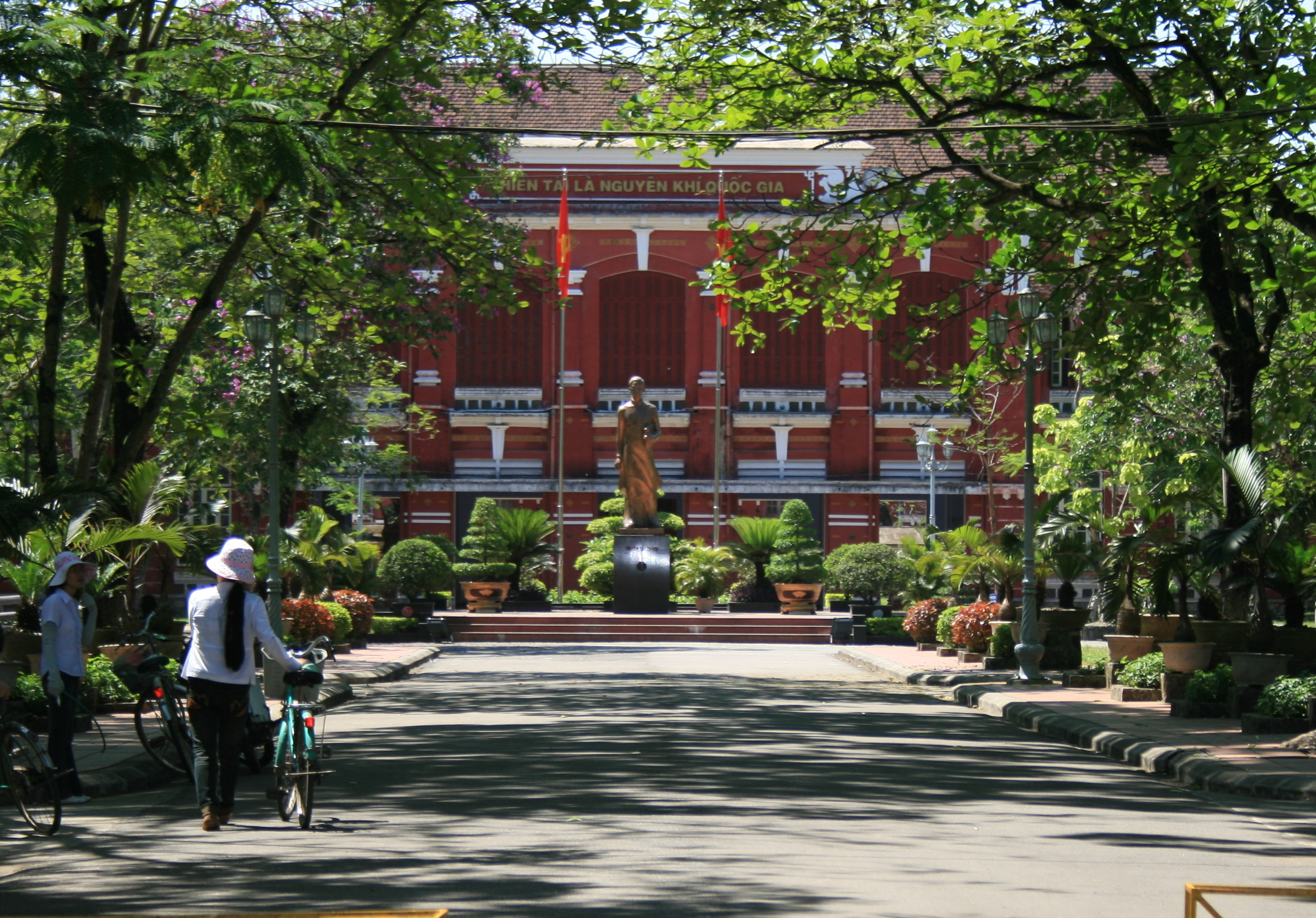
Tượng Nguyễn Tất Thành ở giữa sân trường

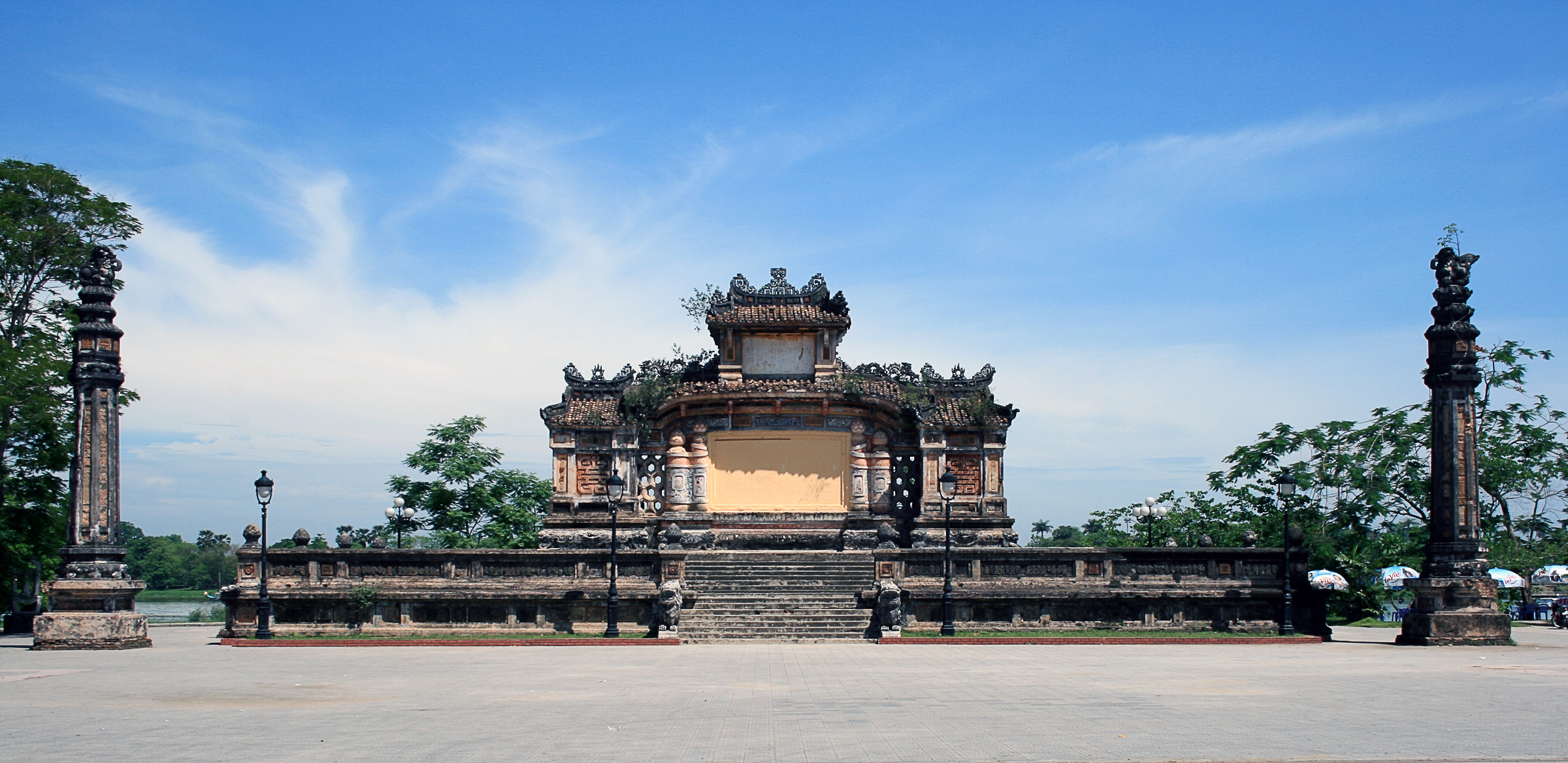
Đài tưởng niệm chiến sĩ Trận Vong thường gọi là "Bia Quốc Học" nằm đối diện với cổng trường

Một số học sinh của Quốc Học Huế sau này là những lãnh tụ nổi tiếng của Việt Nam như Hồ Chí Minh (chủ tịch nước Việt Nam Dân chủ Cộng hòa), Võ Nguyên Giáp (Đại tướng, Tổng tư lệnh Quân đội Nhân dân Việt Nam) và Ngô Đình Diệm (tổng thống đầu tiên của Việt Nam Cộng hòa).

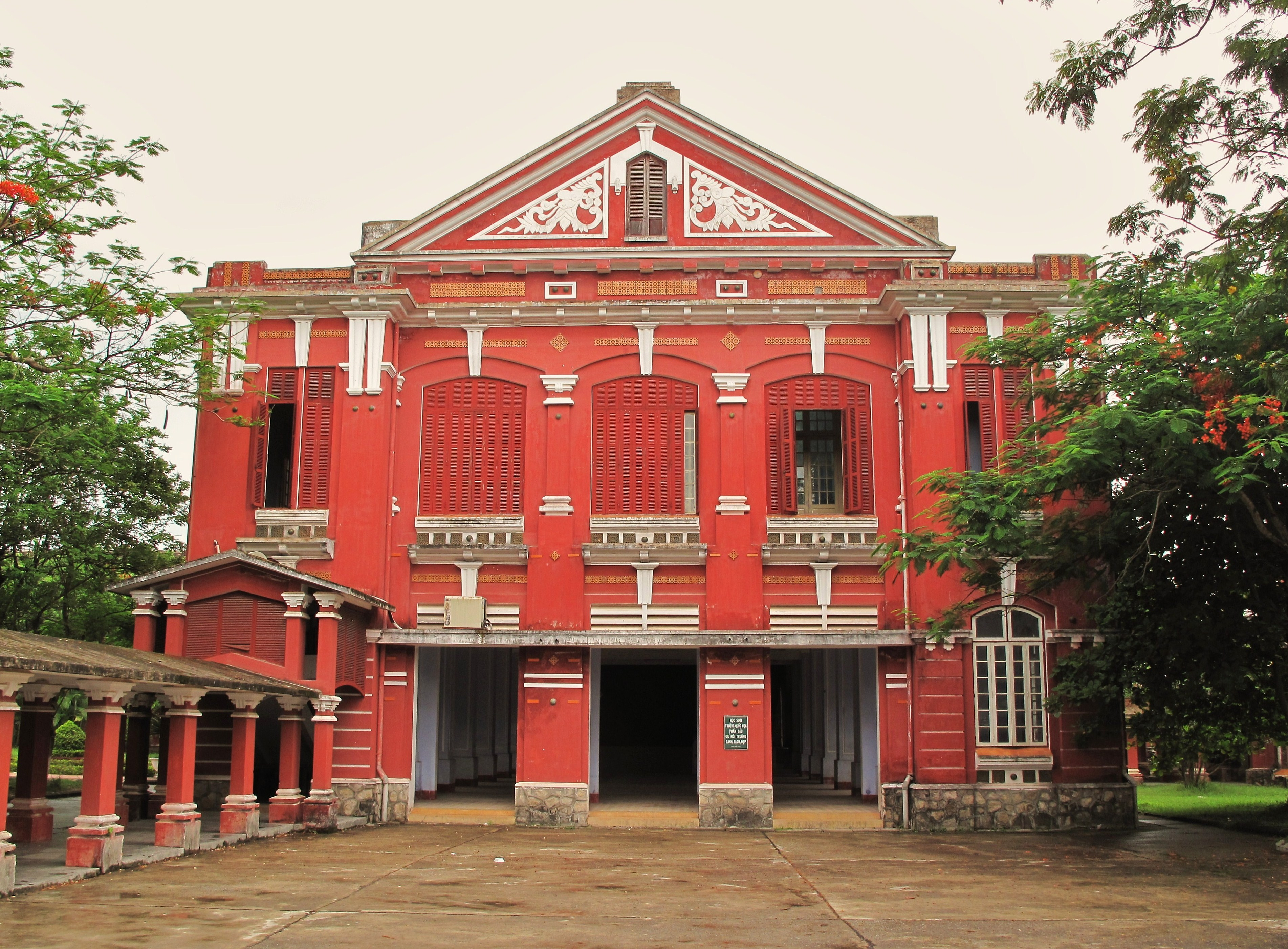
Khối nhà học xây dựng từ thời Pháp

Tiểu sử chính thức của Đảng Cộng sản Việt Nam cho biết Hồ Chí Minh tên thật là Nguyễn Sinh Cung, tự là Tất Thành. Nguyễn Sinh Cung vào học ở Quốc Học Huế vào tháng 9 năm 1907, nhưng bị đuổi học vào cuối tháng 5 năm 1908 vì tham gia phong trào chống thuế ở Trung Kỳ. Tuy nhiên, theo tài liệu hiện lưu trữ tại Trung tâm Lưu trữ Hải ngoại ở Pháp, cụ thể là bức thư đề ngày 7 tháng 8 năm 1908 của hiệu trưởng Collège Quốc học, thì Hồ Chí Minh có tên là Nguyễn Sinh Côn và được nhận vào Quốc Học Huế vào ngày 7 tháng 8 năm 1908. Theo sử gia Vũ Ngự Chiêu thì như vậy "không có việc Nguyễn Sinh Côn bị trục xuất khỏi trường Quốc Học vì tham gia vào cuộc biểu tình chống sưu thuế ở Huế – cuộc biểu tình chống sưu dịch xảy ra ngày 9 tới 12 tháng 4 năm 1908; tức gần bốn tháng trước ngày trò Côn được nhận vào trường Quốc Học."
Tháng 9 năm 1989, trong sân trường có đặt bức tượng Nguyễn Tất Thành (tức Hồ Chí Minh) do Nhà điêu khắc Vương Học Báo thực hiện bằng xi măng trắng ở giữa sân trường; bức tượng hiện nay đã được đúc đồng.

### Một số cựu học sinh nổi tiếng khác

#### Chính trị
- Hồ Chí Minh: sau là Chủ tịch Việt Nam Dân chủ Cộng hòa.
- Ngô Đình Diệm: sau là Tổng thống Đệ nhất Việt Nam Cộng hòa
- Trần Phú: sau là tổng bí thư đầu tiên của Đảng Cộng sản Việt Nam.
- Hà Huy Tập: sau là tổng bí thư của Đảng Cộng sản Việt Nam.
- Phạm Văn Đồng: sau là Thủ tướng Việt Nam.
- Võ Nguyên Giáp: sau là Đại tướng, ông đỗ á khoa vào trường năm 1924.
- Cao Hữu Duyệt (1911–1946): nhà cách mạng, đảng viên thế hệ đầu tiên của ĐCSVN, bút danh Hữu Duy, quê làng Thế Chí Đông, xã Điền Hải, huyện Phong Điền, tỉnh Thừa Thiên Huế.
- Nguyễn Chí Diểu: bí thư Thành uỷ Sài Gòn.
- Hải Triều Nguyễn Khoa Văn: nhà lý luận Marxist.
- Tạ Quang Bửu: Giáo sư, nhà khoa học Việt Nam, người đặt nền móng cho lĩnh vực khoa học kỹ thuật và công nghệ quân sự Việt Nam, nguyên Bộ trưởng Bộ Quốc phòng và Bộ Đại học và Trung học chuyên nghiệp của Việt Nam Dân chủ Cộng hòa, đại biểu Quốc hội từ khoá I đến khóa VI.
- Tố Hữu: Là một nhà thơ tiêu biểu của thơ cách mạng Việt Nam, đồng thời là một chính trị gia. Ông đã từng giữ các chức vụ quan trọng trong hệ thống chính trị của Việt Nam như Ủy viên Bộ Chính trị, Bí thư Ban Chấp hành Trung ương Đảng Cộng sản Việt Nam, Phó Chủ tịch thứ Nhất Hội đồng Bộ trưởng nước Cộng hòa Xã hội Chủ nghĩa Việt Nam.
- Đặng Thai Mai: Giáo sư, nhà giáo, nhà văn, nhà phê bình văn học Việt Nam; và nguyên là Bộ trưởng Bộ Giáo dục, Viện trưởng đầu tiên của Viện Văn học Việt Nam.
- Nguyễn Khánh Toàn: Nhà giáo, nhà khoa học Việt Nam, người đã đóng góp nhiều công sức xây dựng nền Giáo dục Việt Nam và nền Khoa học Xã hội Việt Nam từ sau Cách mạng tháng Tám năm 1945 đến năm 1982.
- Đoàn Trọng Truyến: Giáo sư, Nhà giáo Nhân dân; nguyên Bộ trưởng, Tổng Thư ký Hội đồng Bộ trưởng kiêm Chủ nhiệm Văn phòng Chính phủ từ tháng 5 năm 1984 đến tháng 2 năm 1987.
- Võ Liêm Sơn (hiệu Ngạc Am): Quan triều Nguyễn, nhà giáo, nhà văn, và là một nhà cách mạng Việt Nam.

#### Tôn giáo
- Alexis Phạm Văn Lộc: Giám mục Công giáo tại Việt Nam, nguyên Giám mục chính tòa Giáo phận Kon Tum.

#### Y học
- Tôn Thất Tùng: Bác sĩ nổi tiếng ở Việt Nam và thế giới trong lĩnh vực gan và giải phẫu gan.
- Đặng Văn Ngữ: Bác sĩ y khoa nổi tiếng của nền y học hiện đại Việt Nam, là bố của NSND Đặng Nhật Minh.

#### Lịch sử
- Đào Duy Anh: nhà sử học, địa lý, từ điển học, ngôn ngữ học, nhà nghiên cứu văn hóa, tôn giáo, văn học dân gian nổi tiếng của Việt Nam.

#### Toán học
- Lê Tự Quốc Thắng: là một nhà toán học, giáo sư Viện Công nghệ Georgia, Hoa Kỳ, chuyên gia hàng đầu thế giới về topo vi phân, đa tạp 3 chiều[13]. ông vào học chuyên Toán tại trường Quốc học Huế từ tháng 9 năm 1979 đến tháng 6 năm 1980.

#### Công nghệ
- Lê Viết Quốc: nhà khoa học máy tính, chuyên gia về học máy hàng đầu ở Google Brain, là một trong những người đồng sáng chế các mô hình doc2vec và seq2seq trong lãnh vực xử lý ngôn ngữ tự nhiên.[14]

#### Văn học
- Xuân Diệu: Một trong những nhà thơ lớn của Việt Nam, nổi tiếng từ phong trào Thơ mới với tập Thơ thơ và Gửi hương cho gió.
- Huy Cận: Một trong những nhà thơ xuất sắc nhất của phong trào Thơ mới.
- Lưu Trọng Lư: Nhà thơ, nhà văn, nhà soạn kịch Việt Nam.
- Tế Hanh: Nhà thơ Việt Nam thời tiền chiến.
- Nam Trân: Nhà thơ, một trong những cán bộ giảng dạy lớp đại học Hán Nôm đầu tiên ở miền Bắc, do Ủy ban Khoa học xã hội Việt Nam tổ chức.
- Thanh Tịnh: Nhà thơ Việt Nam thời tiền chiến. Các bút danh khác của ông là: Thinh Không, Pathé (trước 1945), Thanh Thanh, Trinh Thuần (sau 1945).
- Thúc Tề: Nhà báo, nhà thơ Việt Nam thời tiền chiến.

#### Âm nhạc
- Trần Hoàn: Nhạc sĩ, từng là Bộ trưởng Bộ Văn hóa – Thông tin Việt Nam.
- Phạm Tuyên: Nhạc sĩ nổi tiếng người Việt Nam, cựu Chủ tịch Hội Âm nhạc Hà Nội, tác giả của bài hát "Như có Bác trong ngày đại thắng".
- Nguyễn Văn Thương: Nhạc sĩ Việt Nam nổi tiếng, thuộc thế hệ đầu tiên của tân nhạc Việt Nam.
- Tôn Thất Tiết: Nhà soạn nhạc người Pháp gốc Việt thuộc dòng Nhạc đương đại (Contemporary classical music), đồng thời cũng là một nhà nghiên cứu âm nhạc cổ truyền Việt Nam.

#### Hội họa
- Lê Văn Miến: họa sĩ.

#### Giáo dục
- Nguyễn Thúc Hào: Một trong hai giáo sư toán học đầu tiên của Việt Nam, ông đỗ thủ khoa vào trường năm 1924. Ông từng giữ chức Hiệu trưởng Trường Đại học Sư phạm Vinh, Tổng Thư ký kiêm Quyền Giám đốc Trường Đại học Khoa học Hà Nội, ngay từ những ngày đầu thành lập nước.

Ngoài ra trường có nhiều học sinh đoạt giải cao ở trong các kỳ thi quốc tế như:
- Hồ Đình Duẩn: HCĐ kỳ thi Olympic Toán quốc tế năm 1978
- Lê Bá Khánh Trình: vô địch kỳ thi Olympic Toán quốc tế năm 1979 với số điểm tuyệt đối 40/40
- Ngô Phú Thanh: HCB kỳ thi Olympic Toán quốc tế 1982
- Nguyễn Văn Lượng HCB và Hoàng Ngọc Chiến HCĐ: kỳ thi Toán quốc tế 1983
- Hoàng Ngọc Thạch, HCĐ Olympic Vật Lý quốc tế lần thứ 31 tại Anh Quốc năm 2000
- Đinh Anh Minh: HCV Olympic Vật lý quốc tế lần thứ 41 tại Croatia tháng 7 năm 2010
- Trương Đông Hưng: HCV Olympic Sinh học quốc tế lần thứ 28 tại Vương quốc Anh tháng 7 năm 2017
- Nguyễn Hy Hoài Lâm: HCĐ Olympic Tin học quốc tế lần thứ 29 tại Iran tháng 8 năm 2017